# UK Islamic Mission
Die UK Islamic Mission (Abk.  UKIM; Islamische Mission Vereinigtes Königreich) ist eine Daʿwa-Organisation im Vereinigten Königreich. Die eingetragene Wohltätigkeitsorganisation wurde im Dezember 1962 von Anhängern der pakistanischen Jamaat-i Islami (JI) an der East London Mosque in London gegründet. Ihre Denkfabrik und ihr Verlagshaus ist die Islamic Foundation in Leicester. Die UK Islamic Mission ist der Islamwissenschaftlerin Jocelyne Cesari zufolge vertreten “with over 40 branches and Islamic Centres working all over British Isles” (2004). Zu den Führungspersönlichkeiten der UK Islamic Mission zählen Muhammad Sarfraz Madni, Zahid Parvez und Abdul Hamid Qureshi. In der Stadt Oldham nördlich von Manchester wurde von der Organisation ein neues Islamisches Zentrum, das European Islamic Centre, errichtet.

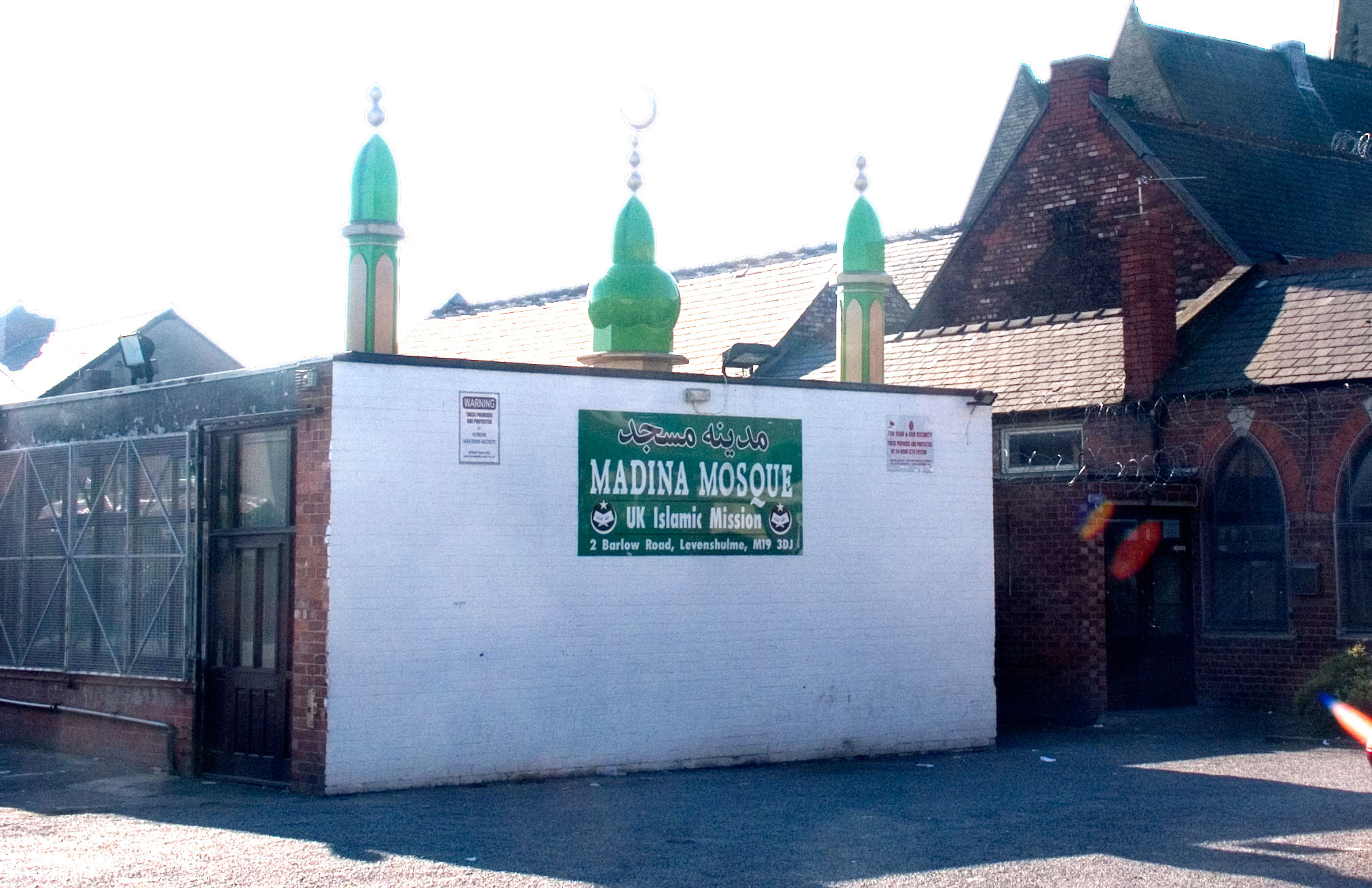
Madina-Moschee der UK Islamic Mission in Levenshulme bei Manchester, England